# Symphyopappus reitzii
Symphyopappus reitzii là một loài thực vật có hoa trong họ Cúc. Loài này được (Cabrera) R.M.King & H.Rob. miêu tả khoa học đầu tiên năm 1971.